# 共和国の結婚

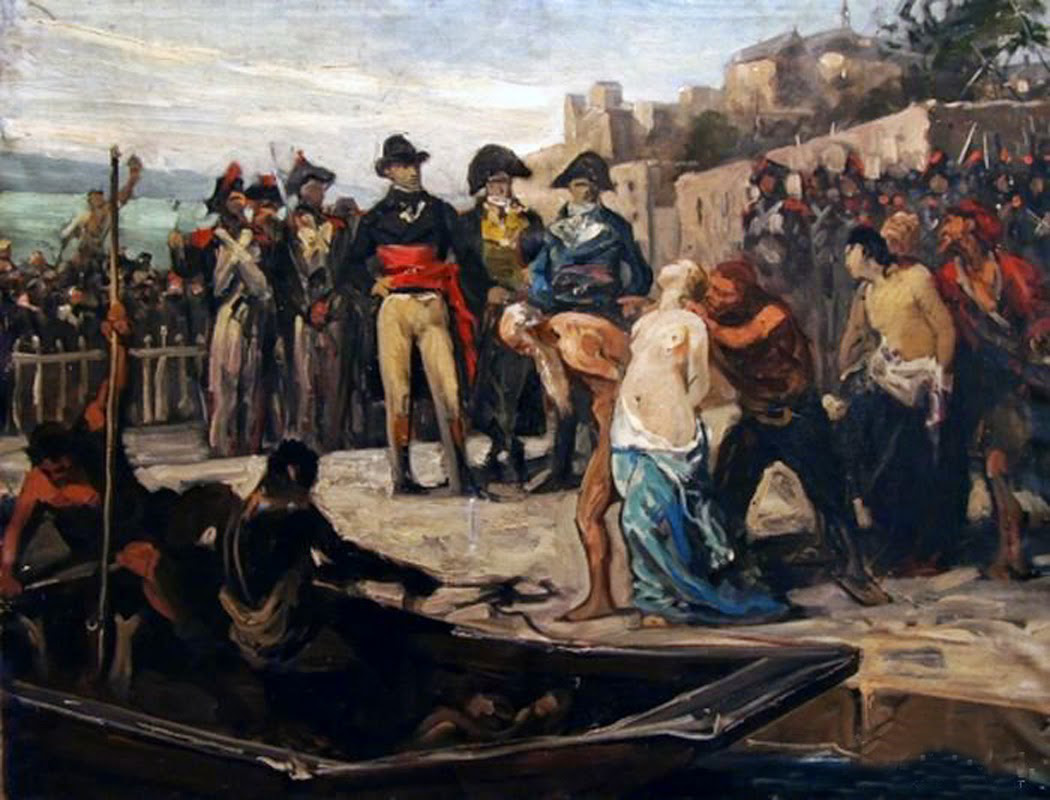
ジョセフ・オベールの描いた「結婚」の準備

共和国の結婚（フランス語: mariage républicain）とは、フランス革命期の恐怖時代にナントで行われたとされる死刑の方法である。「それに巻き込まれた者は裸にされ男と女で縛られ、溺死させられる」。この刑は、1793年11月から1794年1月のあいだに、ジャコバン派で派遣議員のジャン＝バティスト・カリエの命により執行された、と伝えられている。犠牲者はロアール川で溺れ死んだとする文献がほとんどのなか、わずかに別の処刑方法の記録も残っている。それによれば、拘束された男女は溺死させられる前に、あるいはその代わりに剣で一突きにされた。
ナントにおいて男と女を問わずあるいは子どもさえ溺死によって処刑されたということ自体はほとんどの場合その真偽が問題になることはない。しかし特にこの「共和国の結婚」の事実性については、複数の歴史家によって伝説に過ぎないという疑いの目を向けられている。こうした「結婚」の記録は1794年のものが最も古く、カリエが裁判にかけられているときのもので、すぐに同時代の反革命派であったルイ＝マリー・プリュドムやルイ・ド・ボナールのような著述家に引用されている。

## 記録

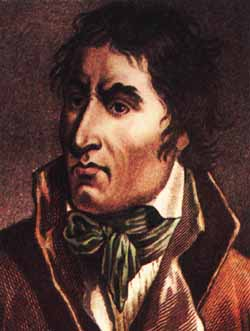
ジャン＝バティスト・カリエはこの処刑方法の考案者としてよく名前が挙がる

この処刑方法を考え出したのはフランス革命時代のジャン＝バティスト・カリエだとされている。彼は反乱軍の鎮圧と革命委員会の設置を目的としてナントに派遣されていた。ある歴史家は「結婚」の慣行についてこう述べている。
［ナントに］設置された革命裁判所を司るカリエは悪魔だった。彼は、かの野蛮で残虐な共和国の結婚を発明した人物として万国にその名が知られていた。性別の異なる、たいていは老人と老女か若い男性と女性の組み合わせの二人が、すべての衣服を奪い取られ、群衆のまえでいっしょに縛り上げられ三十分あるいはもっと、そのままボートのうえでさらし者にされたあげく、川へと投げ込まれるのである
刑の詳細についてはごくあっさりとしていても、たいていこのような調子で記述が続くのは一貫している。ある作家は「共和国の結婚とは…背中あわせで互いに縛られた男女が、裸に剥かれて半時間ほど晒された後、警察犬のごときロアール川という名の『国家のバスタブ』に放りこまれるというものだ」と述べている。イギリスの急進的ジロンド党シンパであったヘレン・マリア・ウィリアムズは、1793年から94年のフランス政治を素描するなかでこう書いている。「純真な若い乙女が怪物たちの眼前で衣服を解かれるのだが、この残虐の極みのような行いにさらなる恐怖を抱かせることには、女たちは若い男と結びあわされ、共にサーベルで斬り伏せられるか川に投げ込まれるのだ。こういった類の殺人行為が共和国の結婚と呼ばれていた」
文学者のスティーヴン・ブラックモアによれば、ウィリアムズはこの慣習を「テロリストのミソジニー」とみているように見受けられるところがある。ウィリアムズの記述に現れる女性は「純真」であり、反逆者を手助けしたことが無実であるばかりでなく若い「処女」であったと考えていることをうかがわせるのである。ウィリアムズの文章において男性たるジャコバン派の処刑人は「むやみに性交の姿勢を強いられた反革命派の男女が、醜悪な『結婚』をした途端に死に至る様を公然とのぞきみるサディストである」。つまり「もしウィリアムズにとっての旧体制が女性の美を力でもって押さえつけるものであるとするならば、恐怖政治とは美というものの下劣な死に様だ」ということになる。

## 懐疑論

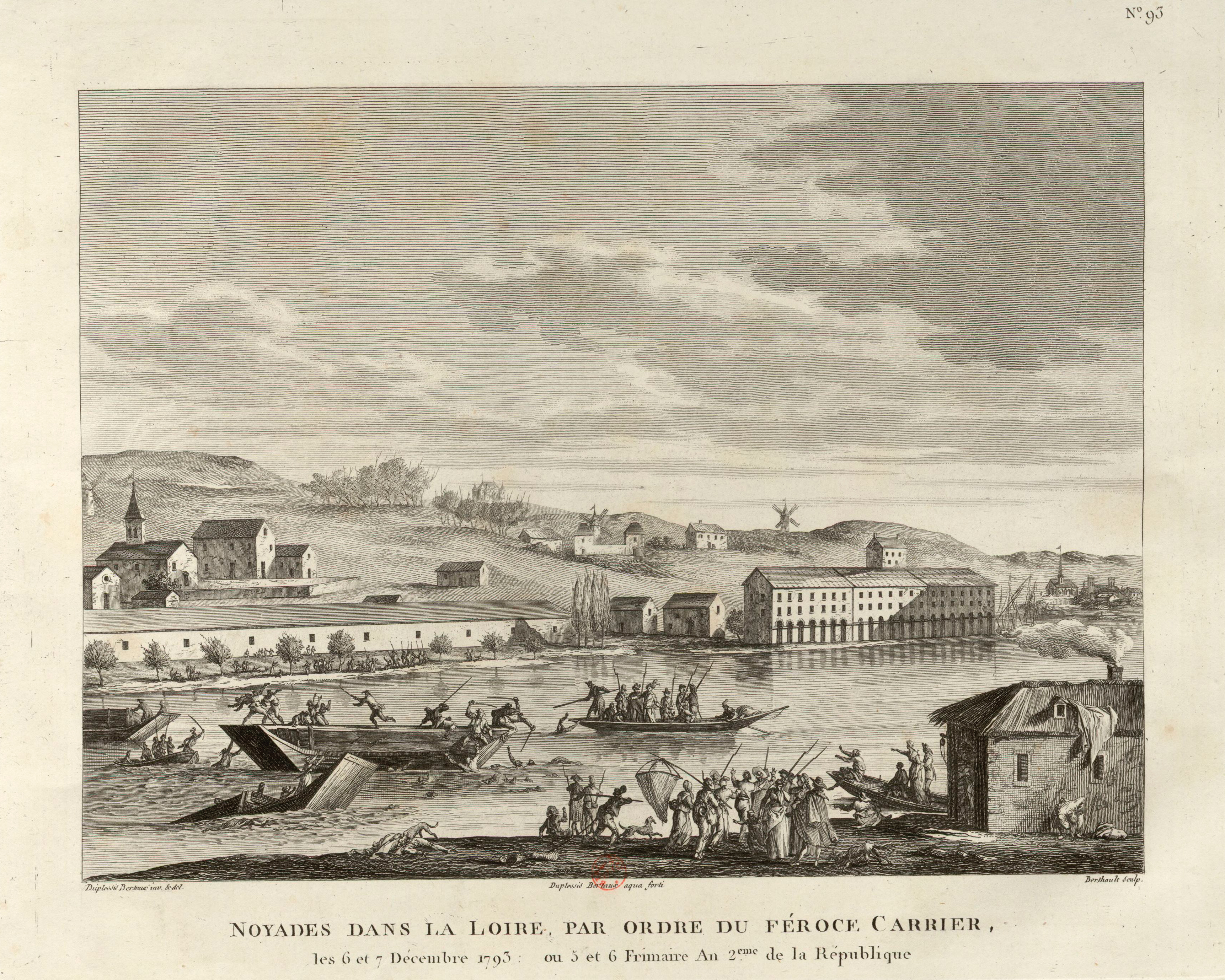
ナントでの処刑を描いたジャン・デュプレッシ＝ベルトーの絵

こうした死刑が行われ、さらにはそれがカリエの命によるものであるという主張が初めて現れたのは、1794年の革命裁判所によってナントの革命委員会のメンバーが審判を受けているときのことである。シャルル＝ジルベール・ロームの記録や、複数の書簡、証言などにそうした意見をみることができる。しかし、わずかな数の証人こそ「共和国の結婚」について聞いたことがあると主張しているが、実際に目撃したという人間はいなかった。酔っ払ったボート漕ぎの「都市の結婚」という言葉を引用しているものがあるが、それも男女が一組で処刑されたと示すものではない。副検事と弁護人の両方が述べている通り、こうした行いを告発するには証拠不十分であり、陪審長によって起訴状から削除されている。それ以外の事実からでも、カリエとその近しい仲間たちに死刑を宣告するには十分過ぎるほどだったのである。それにも関わらず「共和国の結婚」の記録は有名になり、後に恐怖時代について著そうとする多くの作家たちによって、凝った仕方で引用されるようになった。例えばその記述には、二人の犠牲者は神父と修道女であった、という説が加わるのである。

## 派生
その後この言葉には、実際の「世俗的な」結婚にあてはめ「共和国の結婚」として嘲る用法が現れた。自分の子どもたちが教会での結婚のかわりに「共和国の結婚」を計画していることを知って戦いた両親の逸話があり、ある出典にはこうある。
ナポレオンとジョセフィーヌが結婚したとき（1796年3月）、「信仰にもとづく儀式がぜひとも必要だと考える人間は少なかった。人々はいとも容易く、それもごく簡単な流儀で結婚をした。仰々しいのは単に言葉だけで、共和国の結婚の儀式といえば自由の木のまわりで踊るだけでお仕舞いであり、離婚はといえば同じように今度は自由の木を反対の向きでまわればそれで済むのである。